# Вина Нового Света

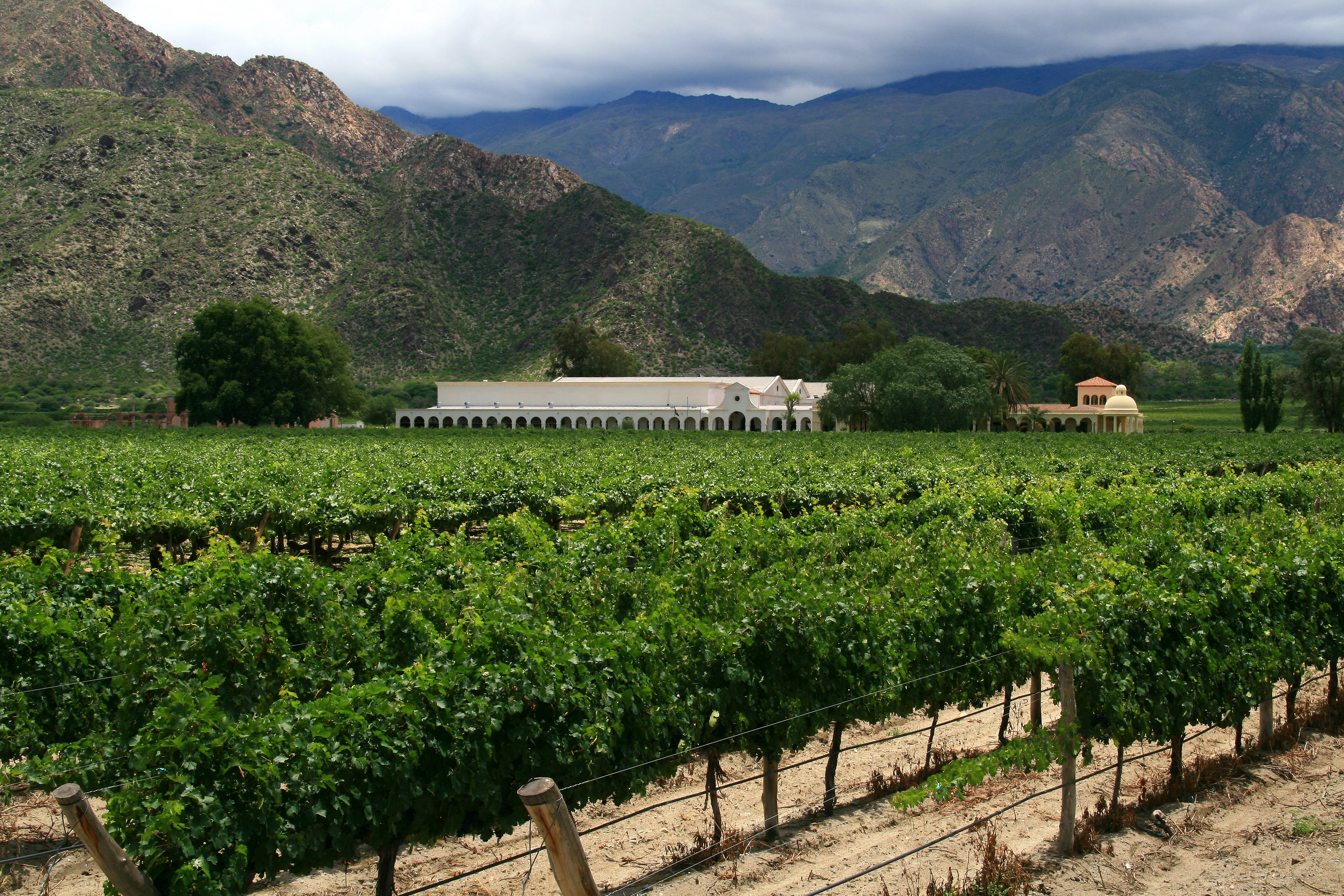
Виноградник в Кафайяте, Аргентина

Вина Нового Света — это виноградные вина, произведённые за пределами традиционных винодельческих районов Европы и Ближнего Востока, то есть Старого Света. 
Применительно к вину понятие Нового Света не совпадает с традиционным, ибо подразумевает все страны без сложившихся столетиями традиций и технологий виноградного виноделия. Обычно сюда относят вина из Аргентины, Чили, Уругвая, Австралии, Новой Зеландии, ЮАР, США и Канады. В некоторых контекстах к винодельческому Новому Свету относят даже такие страны Старого Света, как Китай и Россию, а также Великобританию и Швецию (где с недавних пор благодаря глобальному потеплению стало возможным виноградарство). При этом под винами Старого Света понимаются главным образом вина из пяти стран, до середины XX века задававших тон в области виноделия: Франции, Италии, Германии, Испании и Португалии.
Производство конкурентоспособного сухого вина (особенно белого) в жарких регионах наподобие Южной Австралии стало возможным только с внедрением технологий холодной ферментации, позволяющих пропускать хладагенты через ёмкости из нержавеющей стали, в которых происходит брожение вина. До этого такие регионы вырабатывали и экспортировали главным образом менее деликатные сладкие креплёные вина. Новосветские белые вина оставались в тени красных до 1990-х годов, когда все винные критики оценили сортовые вина из новозеландского совиньон-блана.
В Новом Свете смелее осваивают новые технологии. Например, новозеландские виноделы первыми стали закупоривать бутылки с белым вином завинчивающимися крышками вместо традиционных пробок, а австралийские производители ещё в 1960-е годы вместо бутылок научились расфасовывать дешёвое вино в специальные коробки.
По данным на сентябрь 2009 года 63,9 % потреблявшихся в мире вин происходили из Евросоюза, а 23,4 % — из США и Южной Америки. Сильными соперниками «большой европейской пятерки» стали Аргентина, Чили, Австралия, Новая Зеландия, Южная Африка и США. У стран Нового Света свои флагманские сорта винограда: в Аргентине — мальбек и торронтес, в Чили — карменер, в Уругвае — таннат, в США — зинфандель, в ЮАР — пинотаж, в Австралии — шираз и т. д. 